# Боровинићи
Боровинићи су српска средњовековна властелинска породица која је у доба Краљевине Босне управљала посједима у Источној Босни.

## Прошлост
Боровинићи се у сачуваним документима први пут помињу тек у 15. вијеку. Ова властелинска породица потиче из источне Босне из Земље Павловића. До сада није утврђено којом су тачно области управљали. Владислав Скарић указује да село Боровинићи код Фоче указује на династију Боровинића, док Марко Вего само констатује да су они поријеклом из источне Босне.
По тумачењима историчара Башлагића, Трухелке, Мандића Боровинићи су рођаци Павловићима, док је Павао Анђелић сматрао да су Боровинићи припадали братству Павловића. Родоначелник куће, био је Боровина Вукашиновић. Он се помиње само једном и то у повељи из 1403. године, из које се сазнаје да је заробљен од стране Турака. Вјерује се да је учествовао у Косовском боју 1389. године под заповједништвом војводе Влатка Вуковића, гдје је заробљен са још једним дјелом властеле.
После Косовског боја краљ Твртко се распитивао шта се десило са заробљеном властелом, те је тако 1390. године дао фирентинцу Тадеју Јакубу дукате да се распита по Турској о заробљеној властели. Следећа опсежна акција у проналаску заробљеника покренута је почетком 15. вијека, одмах после битке код Ангоре. Прочуло се да је властела која је заробљена на Косову 1389. године, побјегла у Константинопољ. Тако су Дубровчани послали Милоша Милишевића фебруара 1403. године да иде млетачком галијом до Константинопоља и да се распита о поменутој властели, те да дође у контакт са њима ако је то могуће. На крају налога налазио се списак најважније властеле, на коме се на првом мјесту налази име Боровина Вукашинић.
На чело ове династије дошао је Твртко Боровинић најзнаметији члан ове племићке куће. У изворима се помиње први пут 1417. године као кнез свједок у повељи српског краља Стефана Остоје. На основу ове повеље се закључује да је Твртко наступао у име читаве династије, као најстарији и најистакнутији међу њима. Помиње се и на повељи којом краљ Стефан Остојић потврђује Дубровнику купљени дио Конавла.
Са провалом турске војске у Босну почетком 1420. године, са њима је дошао и бивши краљ Твртко Други, који се 1421. године вратио на престо Краљевине Босне. У овом моменту када је већина властеле била за Твртка Другог, Боровинић је био до краја са Стефаном Остојићем, чак и у тренуцима када је било јасно да је Остојић изгубио круну. Боровинић се после овога брзо измирио са новим краљем.
Дубровчани су им 1423. године почели исплаћивати половину прихода од Хрвојеве заоставштине, јер су прихватили захтјев Катарине унуке Хрвојеве. Из повеље од новембра 1428. сазнаје се да је Твртко имао посједе у Високом и Сланом. Почетко 1432. године краљ Стефан Твртко Други мјења политички правац па се почиње примицати политици Угарске и одмицати од утицаја Турске, што га доводи до сукоба са већином властеле. Уз краља су тада остали само Ђурађ Војисалић, Радивојевићи и кнез Твртко Боровинић, док су остали ушли у сукоб са краљем. Услед притиска са свих страна краљ се повлачи у Угарску 1434. године, да би се вратио априла 1435. године. Исте године децембра мјесеца краљ се опет повлачи у Угарску, а са њим се тада у пратњи налазио и Твртко Боровинић. Током друге половине 1436. године краљ се враћа у земљу, а са њим и Боровинић, који крајем године издаје повељу у Високом. Ова повеља свједочи нову титулу Твртка Боровинића и представља последње свједочанство дјелатности великог кнеза босанског.
Тврьтка Боровинка милостю Божиwм великога кнеза босанскога
Твртка је наслиједио син Иван који се помиње само једанпут и то у повељи од марта мјесеца 1447. године, гдје тражи од Дубровчана да дигне новац од куће у Дубровнику. Ћерка Твртка, Милица се помиње у више извора, а први помен је из 14. јуна 1465. године, када тражи од Дубровчана да јој дају родитељско наслеђе, следеће године тражила је помоћ али је и тада одбијена. Фебрурара 1469. године Дубровчани су јој дали кирију од куће у Дубровнику, а од 1471. давали су јој половину прихода од посједа у новим земљама. Милица је била удата за хумског племића Стефана Шимраковића са којим је имала сина Владислава.
О преосталим члановима династије Боровинић нема пуно података, помињу у средњовјековној Босни Остоја, Тврдислав и Вукмир сва тројица у служби Павловића са титулом кнеза.
После пада старе српске државе 1463. године, дио Боровинића се исламизирао, те су од ове гране најпознатији били: Синан-паша Боровинић, Ферид-бег Боровинић, Касум-бег Боровинић.

## Породично стабло
```
   
Боровина Вукашинић

   │
   ├── 
Твртко Боровинић

   │   │
   │   └── 
Иван Боровинић
 
   │
   └── 
Остоја Боровинић

   │   │
   │   └── ?
Вукмир Боровинић
 
   │
   └── 
Тврдислав Боровинић

   
Синан-паша Боровинић

   │
   ├── ?
Ферид-бег Боровинић

   -
   │
   
Касум-бег Боровинић
```